# Onthophagus somalicola
Onthophagus somalicola es una especie de insecto del género Onthophagus, familia Scarabaeidae, orden Coleoptera.
Fue descrita científicamente por Balthasar en 1941.